# Diócesis de Jayapura
La diócesis de Jayapura (en latín: Dioecesis Iayapuraen(sis) y en indonesio: Keuskupan Jayapura) es una circunscripción eclesiástica latina de la Iglesia católica en Indonesia, sufragánea de la arquidiócesis de Merauke. La diócesis tiene al obispo Leo Laba Ladjar, O.F.M. como su ordinario desde el 29 de agosto de 1997.

## Territorio y organización
La diócesis tiene 115 349 km² y extiende su jurisdicción sobre los fieles católicos de rito latino residentes en la provincia de Papúa en la ciudad de Jayapura y las regencias de: Jayapura, de las montañas Bintang, Jayawijaya, Keerom, Lanny Jaya, Mamberamo Tengah, Nduga, Sarmi, Tolikara, Yahukimo y Yalimo.
La sede de la diócesis se encuentra en la ciudad de Jayapura, en donde se halla la Catedral de Cristo Rey.
En 2019 en la diócesis existían 27 parroquias.

## Historia
La prefectura apostólica de Hollandia fue erigida el 12 de mayo de 1949 con la bula Melius aptiusque del papa Pío XII, obteniendo el territorio del vicariato apostólico de Nueva Guinea Holandesa (hoy diócesis de Amboina).
El 24 de junio de 1950 devolvió las islas de Ternate, Tidore, Halmahera y Badjan al vicariato apostólico de Amboina.
El 14 de junio de 1954 la prefectura apostólica fue elevada a vicariato apostólico con la bula Sicuti sollers del papa Pío XII.
El 19 de diciembre de 1959 cedió una parte de su territorio para la erección de la prefectura apostólica de Manokwari (hoy diócesis de Manokwari-Sorong) mediante la bula Cum in iis del papa Juan XXIII.
El 28 de junio de 1963 asumió el nombre de vicariato apostólico de Kota Baru, que abandonó el 12 de junio de 1964 para cambiarlo por el de vicariato apostólico de Sukarnapura, en virtud del decreto Cum Excellentissimus de la Congregación de Propaganda Fide.
El 15 de noviembre de 1966 el vicariato apostólico fue elevado a diócesis con la bula Pro suscepto del papa Pablo VI.
El 25 de abril de 1969 cambió de nuevo su nombre, asumiendo el de la diócesis de Djajapura, hasta que el 22 de agosto de 1973 tomó su nombre actual en virtud del decreto Cum propositum de la Congregación para la Evangelización de los Pueblos.
El 19 de diciembre de 2003 cedió una parte de su territorio para la erección de la diócesis de Timika mediante la bula Supernum evangelizationis del papa Juan Pablo II.

## Estadísticas
De acuerdo al Anuario Pontificio 2020 la diócesis tenía a fines de 2019 un total de 86 396 fieles bautizados.
| Año                                                                             | Población            | Población | Población      | Sacerdotes | Sacerdotes    | Sacerdotes    | Bautizados por sacerdote | Diáconos permanentes | Religiosos | Religiosos | Parroquias |
| Año                                                                             | Bautizados católicos | Total     | % de católicos | Total      | Clero secular | Clero regular | Bautizados por sacerdote | Diáconos permanentes | Varones    | Mujeres    | Parroquias |
| ------------------------------------------------------------------------------- | -------------------- | --------- | -------------- | ---------- | ------------- | ------------- | ------------------------ | -------------------- | ---------- | ---------- | ---------- |
| 1950                                                                            | 5175                 | 170 000   | 3.0            | 25         |               | 25            | 207                      |                      |            | 7          | 15         |
| 1969                                                                            | 27 752               | 400 000   | 6.9            | 50         | 1             | 49            | 555                      |                      | 62         | 25         | 32         |
| 1980                                                                            | 46 504               | 650 000   | 7.2            | 43         |               | 43            | 1081                     |                      | 61         | 46         | 32         |
| 1990                                                                            | 75 478               | 960 000   | 7.9            | 41         | 7             | 34            | 1840                     | 1                    | 75         | 52         | 42         |
| 1999                                                                            | 128 984              | 1 275 000 | 10.1           | 48         | 15            | 33            | 2687                     | 2                    | 76         | 46         | 42         |
| 2000                                                                            | 129 180              | 1 275 000 | 10.1           | 48         | 15            | 33            | 2691                     | 2                    | 76         | 46         | 42         |
| 2001                                                                            | 332 231              | 1 356 144 | 24.5           | 52         | 14            | 38            | 6389                     | 3                    | 84         | 89         | 38         |
| 2002                                                                            | 335 731              | 1 490 127 | 22.5           | 59         | 15            | 44            | 5690                     | 2                    | 81         | 134        | 44         |
| 2003                                                                            | 129 928              | 2 469 786 | 5.3            | 53         | 18            | 35            | 2451                     | 2                    | 145        | 72         | 42         |
| 2004                                                                            | 44 880               | 837 300   | 5.4            | 29         | 11            | 18            | 1547                     | 2                    | 99         | 56         | 25         |
| 2006                                                                            | 65 180               | 858 000   | 7.6            | 37         | 13            | 24            | 1761                     | 1                    | 102        | 60         | 25         |
| 2013                                                                            | 85 795               | 932 000   | 9.2            | 48         | 13            | 35            | 1787                     | 1                    | 98         | 58         | 27         |
| 2016                                                                            | 80 981               | 968 499   | 8.4            | 59         | 22            | 37            | 1372                     | 1                    | 119        | 49         | 27         |
| 2019                                                                            | 86 396               | 1 002 700 | 8.6            | 58         | 18            | 40            | 1489                     | 1                    | 111        | 51         | 27         |
| Fuente: Catholic-Hierarchy, que a su vez toma los datos del Anuario Pontificio. |                      |           |                |            |               |               |                          |                      |            |            |            |

## Episcopologio
- Oscar Cremers, O.F.M. † (3 de junio de 1949-1954, falleció)
- Rudolf Joseph Manfred Staverman, O.F.M. † (29 de abril de 1956-6 de mayo de 1972, renunció)
- Herman Ferdinandus Maria Münninghoff, O.F.M. † (6 de mayo de 1972-29 de agosto de 1997, retirado)
- Leo Laba Ladjar, O.F.M., (29 de agosto de 1997 - 29 de Octubre de 2022, retirado)
- Yanuarius Teofilus Matopai You, desde el 29 de Octubre de 2022